# Carolyn Bock
Carolyn Bock es una actriz australiana, más conocida por interpretar a Kimberley Tate en la serie Horace & Tina y a Peggy Newton en Neighbours.

## Biografía
Carolyn es graduada de la Escuela de Danza VCA, antes de regresar a Australia y comenzar su carrera como actriz fue bailarina.

## Carrera
En 1997 apareció en el thriller Halifax f.p: Isn't It Romantic donde dio vida a Paulie. La película fue interpretada por Hugo Weaving y Rebecca Gibney.
De 1993 al 2004 participó en series como Stark, Newlyweds, Ocean Girl, State Coroner, Blue Heelers, Stingers, MDA, The Secret Life of Us, Last Man Standing, Holly's Heroes, entre otras. En el 2001 interpretó a Kimberly Tate en la serie Horace & Tina.
El 24 de julio de 2007 se unió como personaje recurrente a la exitosa serie australiana Neighbours donde interpretó a la doctora Peggy Newton, hasta el 21 de marzo de 2011. Anteriormente Carolyn había interpretado a Rachel Bailey en el 2000.
En el 2011 apareció como personaje invitado en varios episodios de la serie Winners & Losers donde interpretó a Louise Wong, la madre de Sophie (Melanie Vallejo) hasta el 2012.
En el 2012 apareció como invitada en la serie Lowdown y trabajó en los cortometrajes Sudden Night y en Fish & Chips donde dio vida a Jan .
En el 2014 apareció en la miniserie Never Tear Us Apart: The Untold Story of INXS donde interpretó a Jill Farris, la madre de Alison Farris y de los miembros del grupo "INXS": Jon Farriss (Ido Drent), Tim Farriss (Nicholas Masters) y Andrew Farriss (Andrew Ryan).

## Filmografía
Series de televisión
| Año               | Título                                        | Personaje             | Notas                              |
| ----------------- | --------------------------------------------- | --------------------- | ---------------------------------- |
| 2014              | The Doctor Blake Mysteries                    | Frances Trevorrow     | episodio "The Heart Of The Matter" |
| 2014              | Never Tear Us Apart: The Untold Story of INXS | Jill Farris           | 2 episodios - miniserie            |
| 2011, 2012        | Winners & Losers                              | Louise Wong           | 4 episodios                        |
| 2012              | Lowdown                                       | PR                    | episodio "Hack in Business"        |
| 2000, 2007 - 2011 | Neighbours                                    | Dra. Peggy Newton     | 13 episodios                       |
| 2007 - 2009       | City Homicide                                 | Linda Wolfe           | 11 episodios                       |
| 2009              | Thank God You're Here                         | Elenco Adicional      | episodio # 4.10                    |
| 2005              | Holly's Heroes                                | Mayor Jenkins         | 3 episodios                        |
| 2005              | Last Man Standing                             | Michelle              | episodio # 1.6                     |
| 2005              | The Secret Life of Us                         | Diana                 | 2 episodios                        |
| 2003              | MDA                                           | Clare Carter          | episodio "Without Prejudice"       |
| 1999 - 2003       | Stingers                                      | Dra. Zara Marais      | 2 episodios                        |
| 1996 - 2003       | Blue Heelers                                  | Felicity Falcon-Price | 8 episodios                        |
| 2001              | Horace & Tina                                 | Kimberley Tate        | 26 episodios                       |
| 1997              | State Coroner                                 | Oficial Helen White   | episodio "Conflict of Interest"    |
| 1996              | Ocean Girl                                    | Kraya                 | episodio "Winston and Water"       |
| 1993              | Newlyweds                                     | Emily                 | episodio "Body Beautiful"          |
| 1993              | Stark                                         | Sasha                 | tv serie                           |

Películas
| Año  | Título                         | Personaje           | Notas                                                                       |
| ---- | ------------------------------ | ------------------- | --------------------------------------------------------------------------- |
| 2012 | Sudden Night                   | Mujer               | corto - junto a Maeve Martin-Peacock & Leon Warden                          |
| 2012 | Fish & Chips                   | Jan                 | corto - junto a Ferdinand Hoang, Kristof Kaczmarek & Michelle Vergara Moore |
| 2011 | Vanished                       | Caterina Hill       | junto a Cassandra Magrath                                                   |
| 2007 | Bastard Boys                   | Entrevistadora      | -                                                                           |
| 2006 | Forged                         | Joven Marla         | junto a David No & Nikolai Nikolaeff                                        |
| 2006 | Irresistible                   | Enfermera de Sophie | junto a Susan Sarandon                                                      |
| 2005 | The Extra                      | Estrella de Curtis  | junto a Rhys Muldoon, Shaun Micallef & Helen Dallimore                      |
| 2004 | Josh Jarman                    | Actriz de teatro    | -                                                                           |
| 2003 | Max's Dreaming                 | Paula               | junto a Colin Friels & Genevieve Picot                                      |
| 2002 | Murder in Greenwich            | Caroline Fuhrman    | junto a Christopher Meloni                                                  |
| 2000 | Sensitive New-Age Killer       | Matty McKlean       | -                                                                           |
| 1999 | Silent Predators               | Anita Young         | -                                                                           |
| 1998 | Derwent Envy                   | Mamá                | junto a Clarissa House & Sarah Gardner                                      |
| 1997 | Halifax f.p: Isn't It Romantic | Pauline             | -                                                                           |
| 1996 | Zone 39                        | Anne Novan          | junto a Peter Phelps & William Zappa                                        |
| 1994 | Paperback Romance              | Gerente del Hotel   | -                                                                           |
| 1992 | The Surrogate                  | Joan                | -                                                                           |

Directora y asistente
| Año        | Título                 | Notas                            |
| ---------- | ---------------------- | -------------------------------- |
| 2007, 2008 | At The Centre Of Light | obra - directora                 |
| 2002       | Snakeskin              | obra - asistente de la directora |

Teatro
| Año        | Obra                             | Personaje      | Director (a)     | Teatro                | Notas                                                        |
| ---------- | -------------------------------- | -------------- | ---------------- | --------------------- | ------------------------------------------------------------ |
| 2010       | The Girls In Grey                | -              | Karen Martin     | -                     | junto a Olivia Connolly, Helen Hopkins & Lee Mason           |
| 2009, 2010 | Three Minutes                    | Mary MacKillop | -                | -                     | junto a Peter Stratford                                      |
| 2009       | At The Centre Of Light           | -              | Rosemary Johns   | -                     | junto a Lee Mason, Phil Roberts & Peter Stratford            |
| 2009       | Two Sisters and a Piano          | -              | Christiane Hille | The Dog Theatre       | junto a Chris Bunworth, Helen Hopkins & Lee Mason            |
| 2008       | Careless                         | -              | John Higginson   | -                     | junto a Paul Dawber, Adam May & Deborah Tabone               |
| 2005       | The Perfume Garden               | -              | Babs McMillan    | Athenaeum Theatre     | junto a Evelyn Krape, Rajendra Moodley & Greg Ulfan          |
| 2005       | The Woman Before                 | -              | Chris Bendall    | -                     | junto a Katherine Anderson, Paul Ashcroft & James Wardlaw    |
| 2005       | Only the End                     | Rowey          | Michael Bishop   | Carlton Courthouse    | junto a Helen Hopkins                                        |
| 2003       | Metamorphosis                    | -              | Mary Zimmerman   | Melbourne Theatre     | junto a Wayne Hope, Stephen Phillips & Tim Wright            |
| 2003       | The Fat Boy                      | -              | Tom Healey       | CUB Malthouse Theatre | junto a Kate Fitzpatrick, Melia Naughton & Blair Venn        |
| 2002       | Women in Love                    | -              | Robert Chuter    | -                     | junto a Belle Armstron, Penelope Bartlau & Shaun Unsworth    |
| 2001       | The Governor's Family            | -              | Wendy Joseph     | -                     | junto a Richard Bligh, Antony Neate & Benjamin Sutton        |
| 2001       | The Mary Project                 | -              | Sue Ingleton     | -                     | junto a Linda Gibson, Kate Nelson & Sarah Sutherland         |
| 1998       | Twelfth Night                    | -              | Roger Hodgman    | Melbourne Theatre     | junto a Shane Bourne, Mandy McElhinney & Bruce Spence        |
| 1997       | Are You Evil Tonight?            | -              | Greg Carroll     | -                     | junto a Simon King, Jeff Kovski & Chris Wallace              |
| 1997       | Locked In and Panayiota          | -              | Tricia Bowen     | -                     | junto a Caleb Cluff, Daniela Farinacci & Bridget Haylock     |
| 1997       | Vegetable Magnetism              | -              | Caroline Stacey  | Universal Theatre     | junto a Geoffrey Baird, Peter Hardy & Michele Williams       |
| 1997       | Under the Doc and Over the Hill  | -              | Kirk Alexander   | -                     | junto a Russell Bedford & Richard Moss                       |
| 1996       | Banshee                          | -              | Daniel Lillford  | -                     | junto a Nick Crawford-Smith, Liz Jones & Vanessa Ready       |
| 1995       | Web                              | -              | Daniel Lillford  | -                     | junto a Nicholas Crawford Smith, Penelope Hanby & Mark Oddie |
| 1995       | Lady Chatterley's Lover          | -              | Robert Chuter    | -                     | junto a Craig Goddard, Antony Neate & Vanessa Ready          |
| 1994       | A Cloudless Sky                  | -              | Robert Chuter    | -                     | junto a Leigh Adams, Sarah Dixon & John Paisley              |
| 1994       | Promethea Bound and Sisyphus Too | -              | Marcia Haufrecht | Napier St. Theatre    | junto a Rhys Muldoon & Peter Stratford                       |
| 1992       | Reel People                      | -              | Mirren Lee       | -                     | junto a Cathy Hoban, Michelle Offen & Kim Wilson             |
| -          | Fat Boy                          | -              | Tony Ayres       | Playbox Theatre       | -                                                            |
| -          | Ruthed                           | -              | -                | -                     | -                                                            |
| -          | Quilting The Armour              | -              | -                | -                     | -                                                            |

Directora
| Año  | Obra                   | Notas                |
| ---- | ---------------------- | -------------------- |
| 2008 | At the Centre of Light | directora de la obra |